# ボイジャー1号
ボイジャー1号（Voyager 1）は、1977年に打上げられた、NASAの無人宇宙探査機である。

## 概要

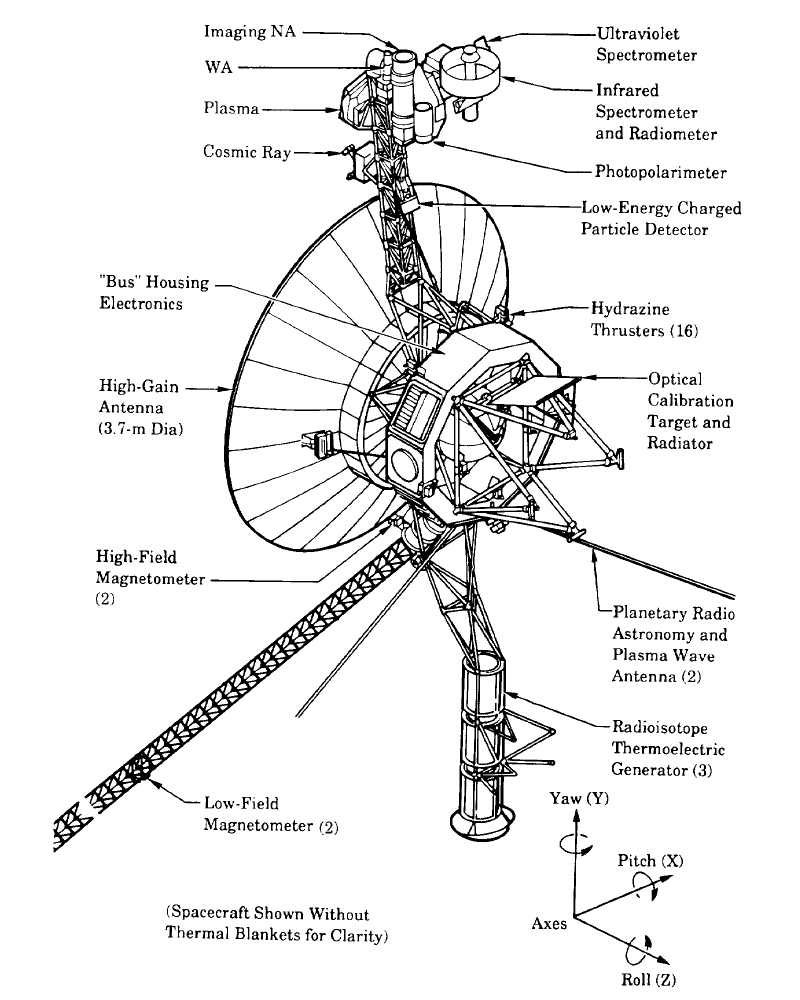
ボイジャー1号の構造図

ボイジャー1号は1977年9月5日に打上げられ、2025年現在も運用されている。同機は地球から最も遠い距離に到達し、その距離を伸ばし続けている。姉妹機であるボイジャー2号の発射から16日後に打ち上げられた。
ボイジャー1号の最初の目標は木星と土星およびそれらに付随する衛星と環の観測であった。
2004年12月、太陽系外に向かって飛行中、太陽から約140億km（約95AU）の距離で、太陽風の速度がそれまでの時速112万kmから16万km以下に極端に落ちた。また太陽系外の星間物質（ガス）が検知されたことから、末端衝撃波面を通過して太陽圏と星間空間の間の衝撃波領域であるヘリオシースに入ったことが判明し、研究者が星間物質の状態を直接観測したデータを初めて得ることが出来た。2012年6月、NASAによって、ボイジャー1号が太陽系の境界付近に到達したことが公表された。8月25日頃には太陽圏を脱出し、星間空間の航行に入っていることが発表された。
2025年6月9日時点で、太陽から約249.06億kmの距離を秒速16.9km（時速6万1196km）で飛行している。この距離では、探査機からの信号がジェット推進研究所の管制センターに届くまでに光速で、片道23時間4分38秒掛かる。ボイジャー1号とジェット推進研究所 管制センターとの通信にはディープスペースネットワークが用いられる。
ボイジャー1号は太陽に対して双曲線軌道に乗り、太陽の脱出速度に達している。ボイジャー1号はパイオニア10号や11号（共に運用終了）、姉妹機であるボイジャー2号と共に星間探査へと役割を変えている。
2機のボイジャー探査機ではそれぞれ3個の原子力電池が電力を供給している。この発電装置は当初想定されていた寿命を大幅に超えて2025年7月現在も稼動している。1977年当時470Wを供給していた原子力電池の電力供給能力は、2025年時点で225Wまで落ちている。節電のため一部の観測装置の電源を順次切ってゆくことで、2025年頃までは地球との通信を維持するのに十分な電力を供給出来ると期待されている。
以下の順番で順次観測装置の電源を切っている。
- 1980年 - フォトポラリメータサブシステム (PPS)
- 1990年 - イメージングサイエンスサブシステム (ISS)
- 1998年 - 赤外線干渉計、分光計および放射計 (IRIS)

- 2007年 - プラズマサブシステム (PLS) とそのヒーター
- 2008年 - Planetary Radio Astronomy (PRA) 装置
- 2010年 - スキャンプラットフォームと紫外線観測装置
- 2015年 - データテープレコーダー
- 2016年 - ジャイロスコープ
- 2025年 - コスミックレイサブシステム (CRS)

以下は現在も稼働中の観測装置。
- 2025年 - 低エネルギー荷電粒子装置 (LECP)
- 2025年 - 磁力計 (MAG)
- 2025年 - プラズマ波動サブシステム (PWS)

2017年11月下旬には軌道制御用の噴射エンジン4基を37年ぶりに作動させることに成功している。
長期運用されている分だけトラブルもしばしば起きている。2023年11月には得られたデータが解読不能という不具合が発生し、稼働中の観測機器からのデータ取得を全て再開させるのには半年以上を要した。2024年10月には通信を担うXバンド送信機が停止し、信号の弱いSバンド送信機に切り替わる不具合があり、翌月に復旧した。これは電力低下の対策としてヒーターを停止させた影響で、自律的に障害回避処理が作動したものと考えられている。
ボイジャー1号の機体には、どこかで遭遇する可能性のある地球外生命体へ向けたメッセージを記録したゴールデンレコードが搭載されている。

## ミッション計画と打上げ

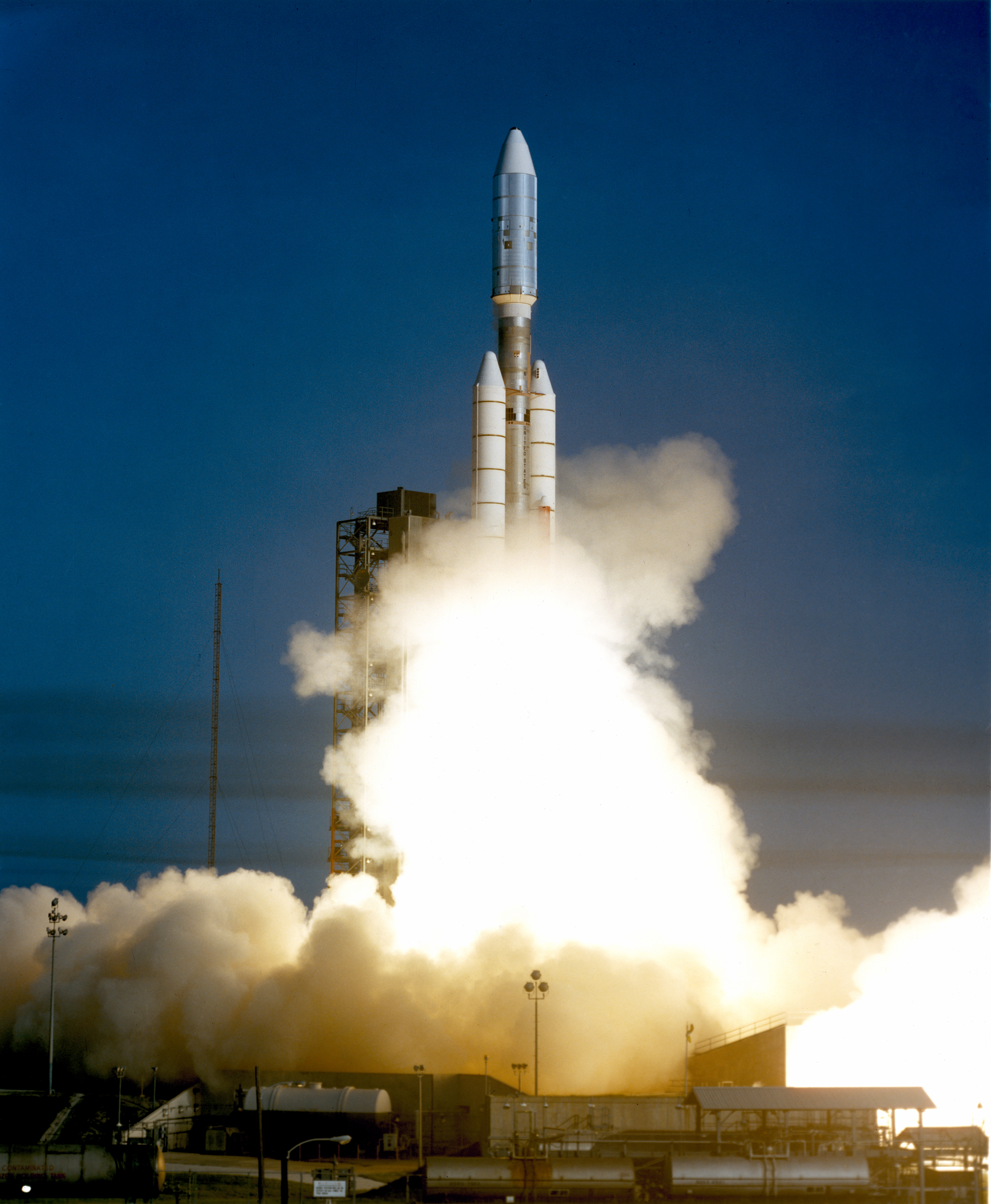
ボイジャー1号の打ち上げ（タイタンIIIEセントール）

ボイジャー1号は元々はマリナー計画のマリナー11号として計画された。この探査機は当初から、計画当時の新技術だった重力アシスト（スイングバイ）を利用するものとして設計された。幸運にも一連の惑星間探査機開発時期が、惑星の配置がほぼ同じ方向に集中する時期と重なったため、惑星グランドツアーと呼ばれる外部惑星の連続探査が構想されることとなった。このグランドツアーは、重力アシストによる飛行コースを連続して繋げることによって、軌道修正に必要な最低限の燃料だけで単独探査機が太陽系巨大ガス惑星4個（木星・土星・天王星・海王星）に加え、当時の構想では冥王星をも訪れることが出来る、というものであった。同型機のボイジャー1号および2号はこの構想を念頭に置いて設計され、打上げ日もグランドツアーが可能な時期に設定された。
ボイジャー1号は1977年9月5日、NASAにより、フロリダ州ケープカナベラル空軍基地LC41発射台からタイタンIIIEセントールロケットで打ち上げられた。この打上げに僅かに先行し、姉妹機ボイジャー2号も打ちげられていた。ボイジャー1号は2号より後に打上げられたが、2号よりも飛行時間が短い軌道に乗せられたため先に木星と土星へ到達した。この高速な軌道は誘導次第で冥王星へも到達可能な軌道であったと言われているが、後述のように最終的にはボイジャーによる冥王星探査は行われなかった。
打上げ当初、タイタンIIIEロケット第2段が約1秒分の燃料を残して予定よりも早く燃焼終了してしまった。このため地上クルーはボイジャー1号が木星に到達出来ないのではないかと心配したが、上段のセントールステージが十分な燃料を持っていたために加速の不足分を補うことができた。
ボイジャー探査機搭載装置の詳細についてはボイジャー計画を参照。

## 木星
ボイジャー1号は1979年1月に木星の写真撮影を開始した。木星への最接近は3月5日で、木星中心から34万9000kmの距離まで近づいた。接近中には解像度の良い観測データが得られるため、木星の衛星や環、木星系の磁場や放射線環境などの観測の大部分は最接近の前後48時間内に行われた。木星の撮影は4月に終了した。
2機のボイジャー探査機は木星とその衛星について数多くの重要な発見をもたらした。中でも最も注目すべき発見は、過去に地上からの観測やパイオニア10号、11号で観測されていなかったイオの火山活動の存在を明らかにしたことである。

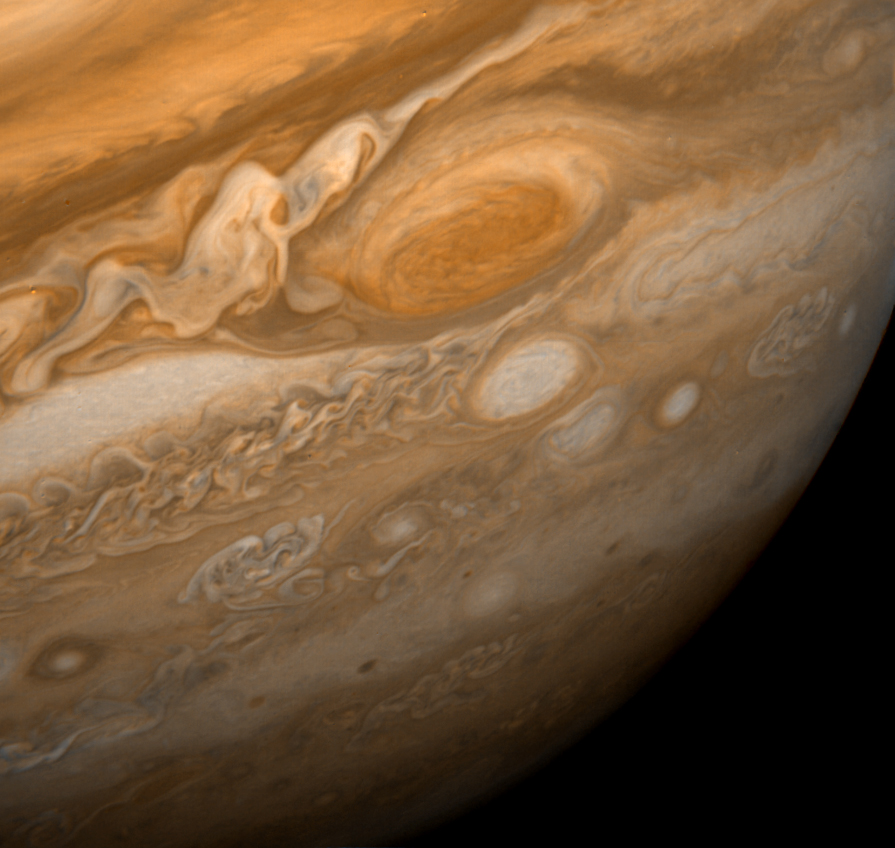
ボイジャー1号が撮影した大赤斑。
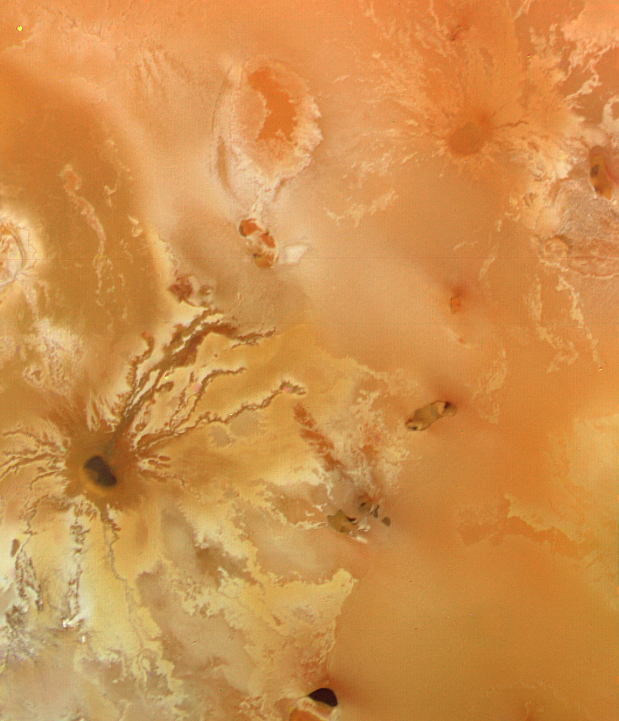
ボイジャー1号が撮影したイオ。
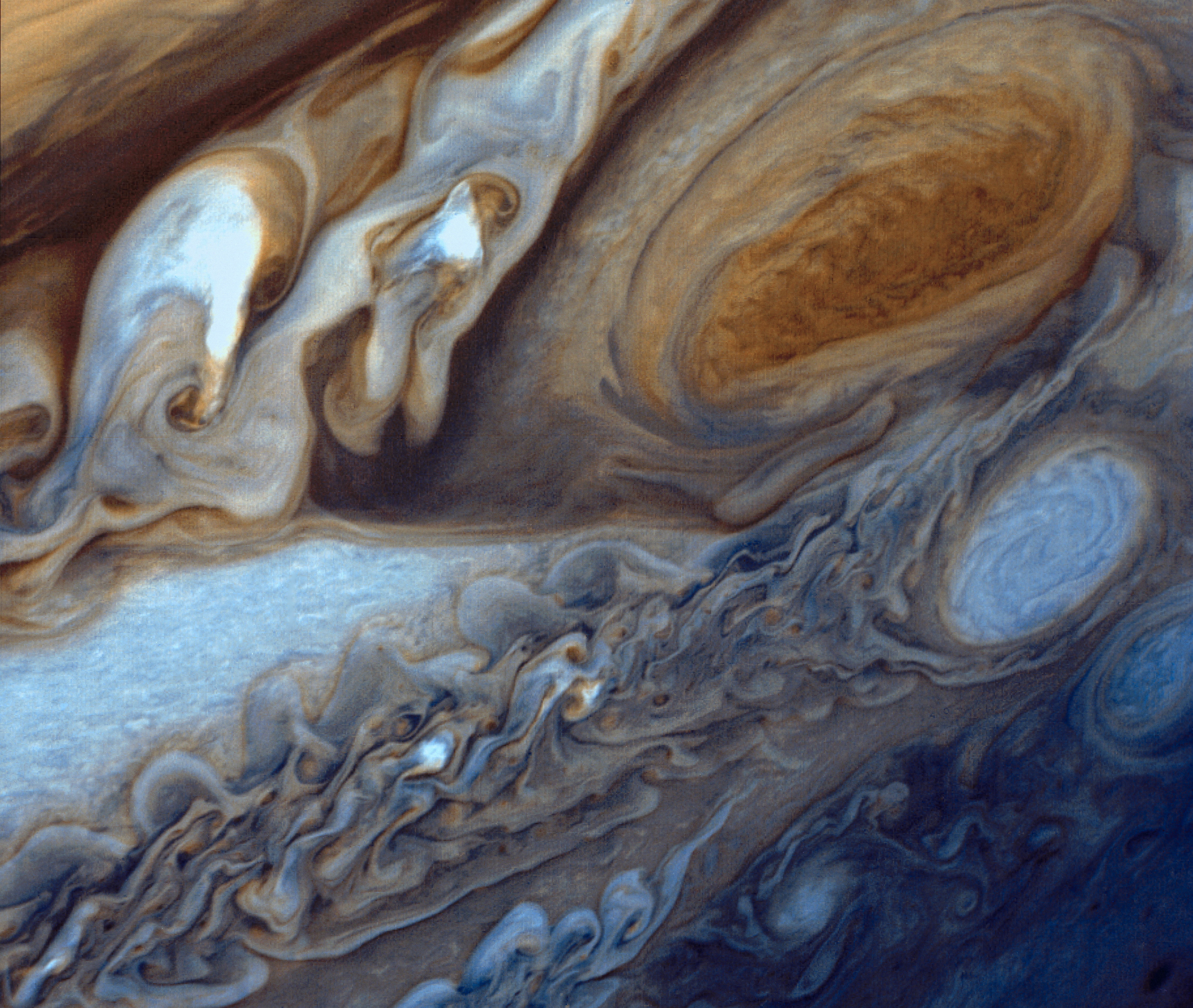
ボイジャー1号が撮影した木星の大気。
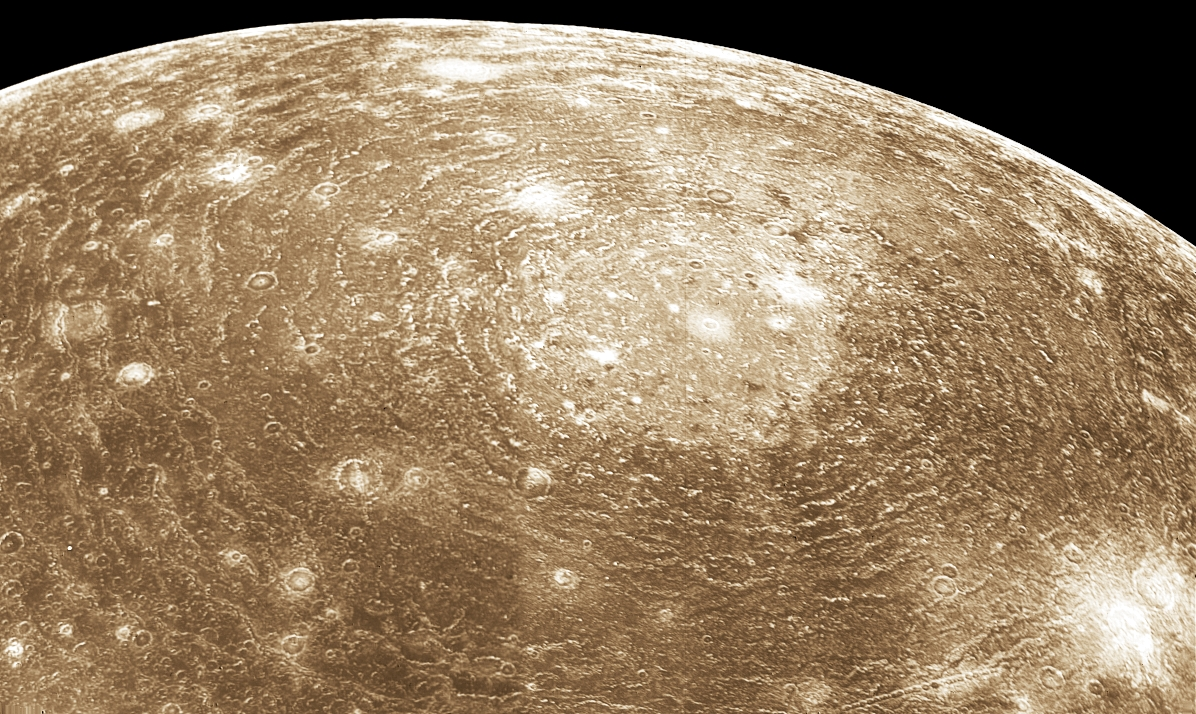
ボイジャー1号が撮影したカリストのクレーター。

## 土星

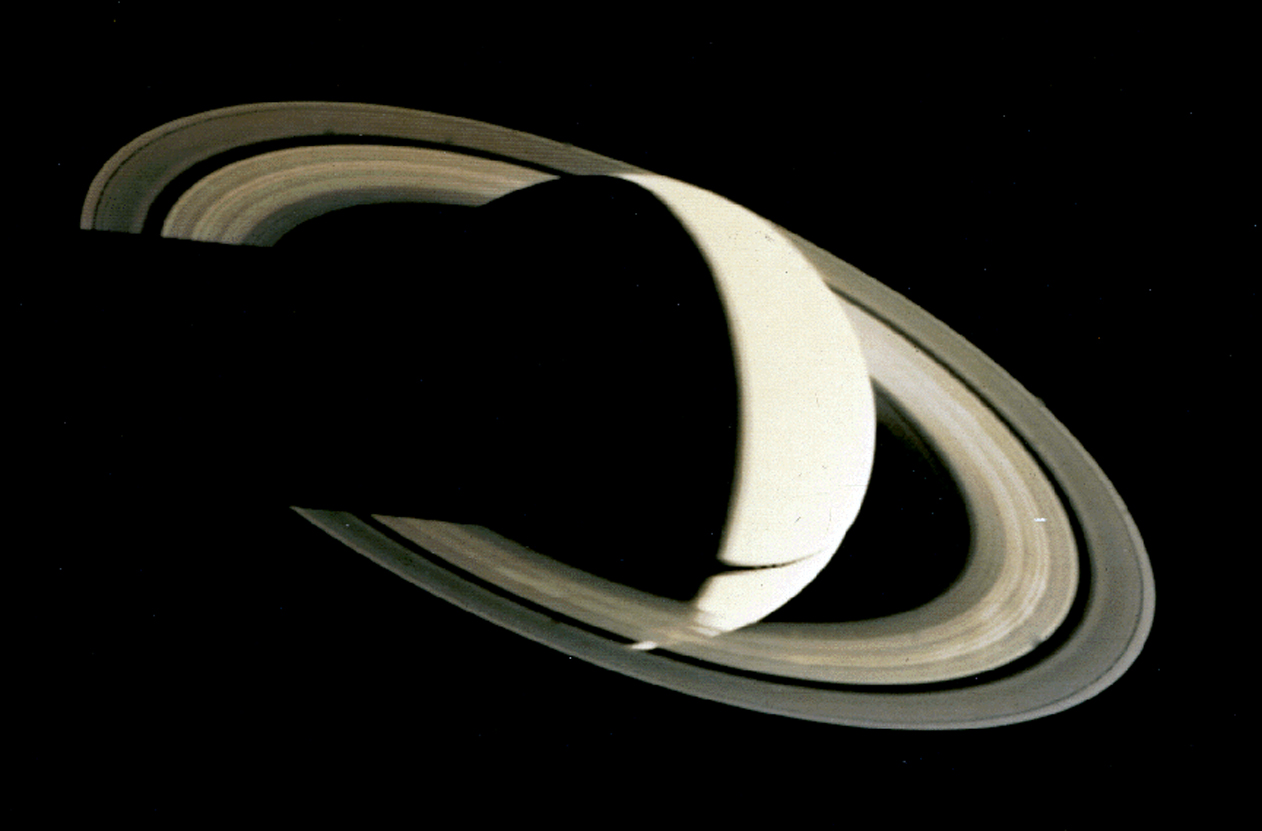
ボイジャー1号が撮影した土星。土星最接近の4日後に530万kmの距離から撮影された。

ボイジャー1号の木星での重力アシストは成功し、探査機は土星へ向かった。ボイジャー1号の土星フライバイは1980年11月に行われ、11月12日には土星表面から124,000km以内にまで接近した。探査機は土星の環の複雑な構造を明らかにし、土星とタイタンの大気の調査を行った。以前の発見でタイタンには濃い大気が存在することが分かっており、探査の重要性が増していた一方で、当初は火星弱の大きさと考えられていた冥王星がボイジャー打ち上げ後の1978年に衛星カロンが発見されたことによって見かけよりもかなり小規模な天体であることが判明していたという背景もあった。結果的にジェット推進研究所のボイジャー制御チームは長期運用のリスクを背負ってまで冥王星に向かうような延長ミッションは行わず、ボイジャー1号のグランドツアーを終えてタイタンに接近させることにした。どちらにせよ冥王星は黄道面から傾いた公転軌道にあることから黄道面は脱出させる必要はあったのだが、タイタンへの接近軌道に乗ることでボイジャー1号はさらに重力アシストを受け、冥王星には接近しない軌道に乗った。これをもってボイジャー1号の惑星科学ミッションは終了し、星間ミッションに専念する形となった。

## 星間ミッション

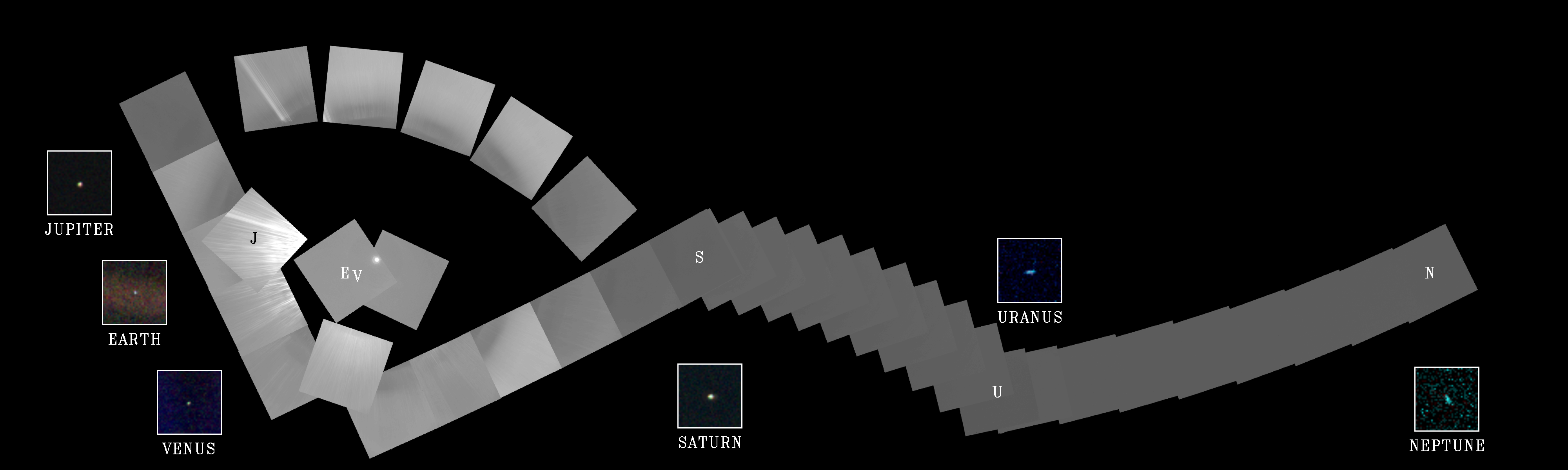
1990年2月14日に撮影された「太陽系家族写真」

2機のボイジャー探査機は2025年頃まで、少なくとも観測装置の一部については十分稼動できる電力を供給できると見られている。
1990年2月14日、ボイジャー1号は2号の進行方向の観測を兼ねて、太陽系の各惑星を60枚の連続写真に収める「太陽系家族写真」の撮影を行っている。しかし水星は太陽に近すぎて、火星は太陽の光に霞んで写らず、冥王星（当時は惑星に分類されていた）は遠すぎて視野に入らなかった。この際に撮影された地球の写真（ペイル・ブルー・ドット）は1990年に撮影されて以来、地球から最遠の場所で撮影された地球の写真である。
ボイジャー1号は、ボイジャー2号と共に、太陽系の外から来る紫外線の波長域の1つ「ライマンα線」を観測していた。その中には、地球からの観測では知られていなかった線源も含まれている。ライマンα線は、地球からの観測では、星間物質に散乱される太陽放射のせいでうまく捕らえることができないものである。

### ヘリオシース

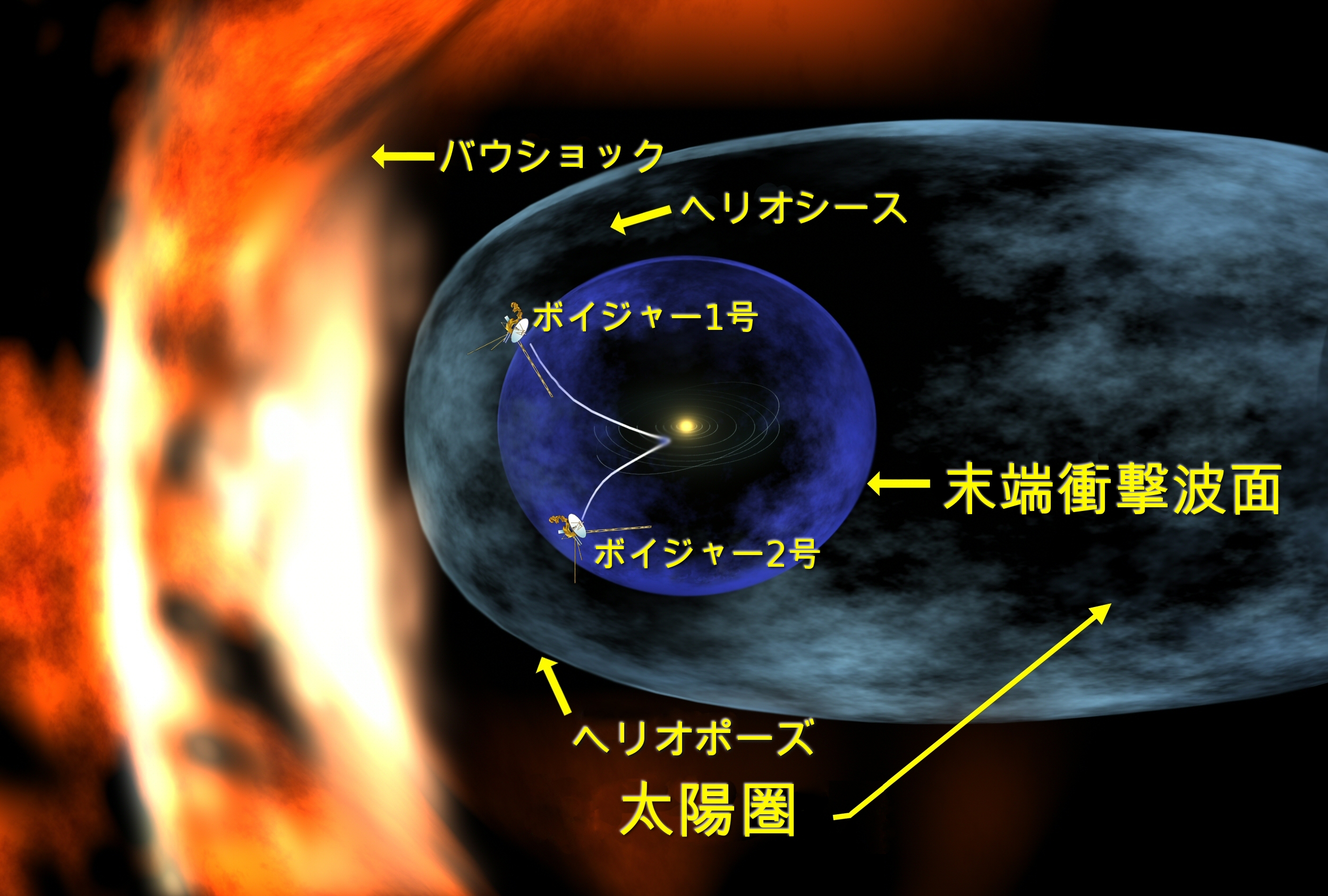
2005年5月当時のボイジャー1号の航行位置。2021年現在は太陽圏外にある。

ジョンズ・ホプキンス大学応用物理学研究室の研究者は、ボイジャー1号は2003年2月に末端衝撃波面を通過したと考えている。しかし他の研究者の中にはこれに異議を唱えている人もあり、『ネイチャー』2003年11月6日号で議論を行っている。2005年3月25日にニューオーリンズで行われたアメリカ地球物理学連合総会での科学セッションで、エド・ストーン博士はボイジャー1号が2004年12月に末端衝撃波面を通過した明らかな証拠があることを示した。ボイジャーの太陽風検出器は1990年に機能を停止しているため、この問題に決着が付くまでには他の観測データが得られるまでなお数ヶ月かかるものと思われた。しかし2005年5月にはNASAのプレスリリースにおいて、ボイジャー1号は当時ヘリオシースを飛行中であり、間もなくヘリオポーズに到達するとされた。

### ヘリオポーズ
2012年8月25日にヘリオポーズに到達した。ボイジャー1号が星間空間を目指して飛行する間、探査機の観測装置は太陽系の調査を続けていた。ジェット推進研究所の研究者はボイジャー1号・2号に搭載されているプラズマ波実験装置を用いてヘリオポーズの検出を試みていた。
2012年3月の太陽からの大量の質量放出が2013年4月にボイジャー1号に到達し、ボイジャー1号周辺のプラズマの密度が、太陽圏の果ての40倍高いことが分かり、ボイジャー1号が太陽圏外に出て、星間空間にすでに到達していたことが判明した。過去のデータを調べ、2012年8月25日にヘリオポーズに到達していたことが分かった。

### 飛行距離
2006年8月、NASAはボイジャー1号が100AUの距離に到達したと発表した。
2010年12月13日、NASAはボイジャー1号が観測している太陽風の速度がゼロになったと発表した。これは太陽圏の端に近づいていることを示しているとしている。
2016年12月29日時点で、ボイジャー1号は太陽から約216億3000万km（143.855AU）の距離にあり、ボイジャー1号の速度は太陽との相対速度で16.977km/s（3.581AU/年）で、ボイジャー2号より約10%速い。
| 日付           | 太陽からの距離 （億km） | 太陽との相対速度 (km/s) |
| -------------- | ----------------------- | ----------------------- |
| 1996年01月05日 | 92.37                   | 17.445                  |
| 1997年01月03日 | 97.78                   | 17.395                  |
| 1998年01月02日 | 103.16                  | 17.351                  |
| 1999年01月01日 | 108.54                  | 17.314                  |
| 2000年01月07日 | 114.03                  | 17.283                  |
| 2001年01月12日 | 119.51                  | 17.258                  |
| 2002年01月04日 | 124.78                  | 17.236                  |
| 2003年01月03日 | 130.15                  | 17.216                  |
| 2004年01月02日 | 135.57                  | 17.203                  |
| 2005年01月07日 | 141.04                  | 17.180                  |
| 2006年01月06日 | 146.41                  | 17.159                  |
| 2007年01月05日 | 151.76                  | 17.136                  |
| 2008年01月04日 | 157.12                  | 17.110                  |
| 2009年01月02日 | 162.47                  | 17.093                  |
| 2010年01月01日 | 167.81                  | 17.074                  |
| 2011年01月07日 | 173.26                  | 17.060                  |
| 2012年01月06日 | 178.59                  | 17.049                  |
| 2013年01月04日 | 183.93                  | 17.042                  |
| 2014年01月03日 | 189.27                  | 17.035                  |
| 2015年01月16日 | 194.81                  | 17.027                  |
| 2016年12月29日 | 205.25                  | 17.015                  |
| 2022年08月28日 | 235.22                  | 16.999                  |
| 2025年06月10日 | 250.32                  | 16.999                  |

ボイジャー1号は地球から最も遠くに到達した人工物となっている。特定の恒星をまっすぐ目指しているわけではないが、仮に太陽系に最も近い恒星系であるケンタウルス座α星に向かったとしても、到着するまでには約8万年かかる。実際にはへびつかい座の方向へ飛行を続けており、約4万年後にはグリーゼ445から約1.7光年の距離まで接近し、約5万6000年後にはオールトの雲を脱出するとされる。